# Dorino Serafini
Dorino Serafini, italijanski dirkač Formule 1, * 22. julij 1909, Pesaro, Marche, Italija, † 5. julij 2000, Italija.
Dorino Serafini je pokojni italijanski dirkač Formule 1. V svoji karieri je nastopil le na domači dirki za Veliko nagrado Italije v sezoni 1950, ko je dirkal skupaj z Albertom Ascarijem, s katerim sta z dirkalnikom Ferrari 375 F1 osvojila drugo mesto. Umrl je leta 2000.

## Popoln pregled rezultatov
(legenda) (odebeljene dirke pomenijo najboljši štartni položaj, poševne pa najhitrejši krog, †-uvrščen kljub odstopu)
| Leto | Moštvo           | Šasija         | Motor       | 1  | 2   | 3   | 4   | 5   | 6   | 7     | Prv | Toč |
| ---- | ---------------- | -------------- | ----------- | -- | --- | --- | --- | --- | --- | ----- | --- | --- |
| 1950 | Scuderia Ferrari | Ferrari 375 F1 | Ferrari V12 | VB | MON | 500 | ŠVI | BEL | FRA | ITA 2 | 13. | 3   |